# Kirschkau
Kirschkau ist eine Gemeinde im thüringischen Saale-Orla-Kreis. Sie liegt im Thüringer Schiefergebirge und gehört zur Verwaltungsgemeinschaft Seenplatte.

## Nachbarschaft
Angrenzende Gemeinden sind Göschitz, Löhma und die Stadt Schleiz im Saale-Orla-Kreis sowie die Stadt Zeulenroda-Triebes im Landkreis Greiz.

## Geografie

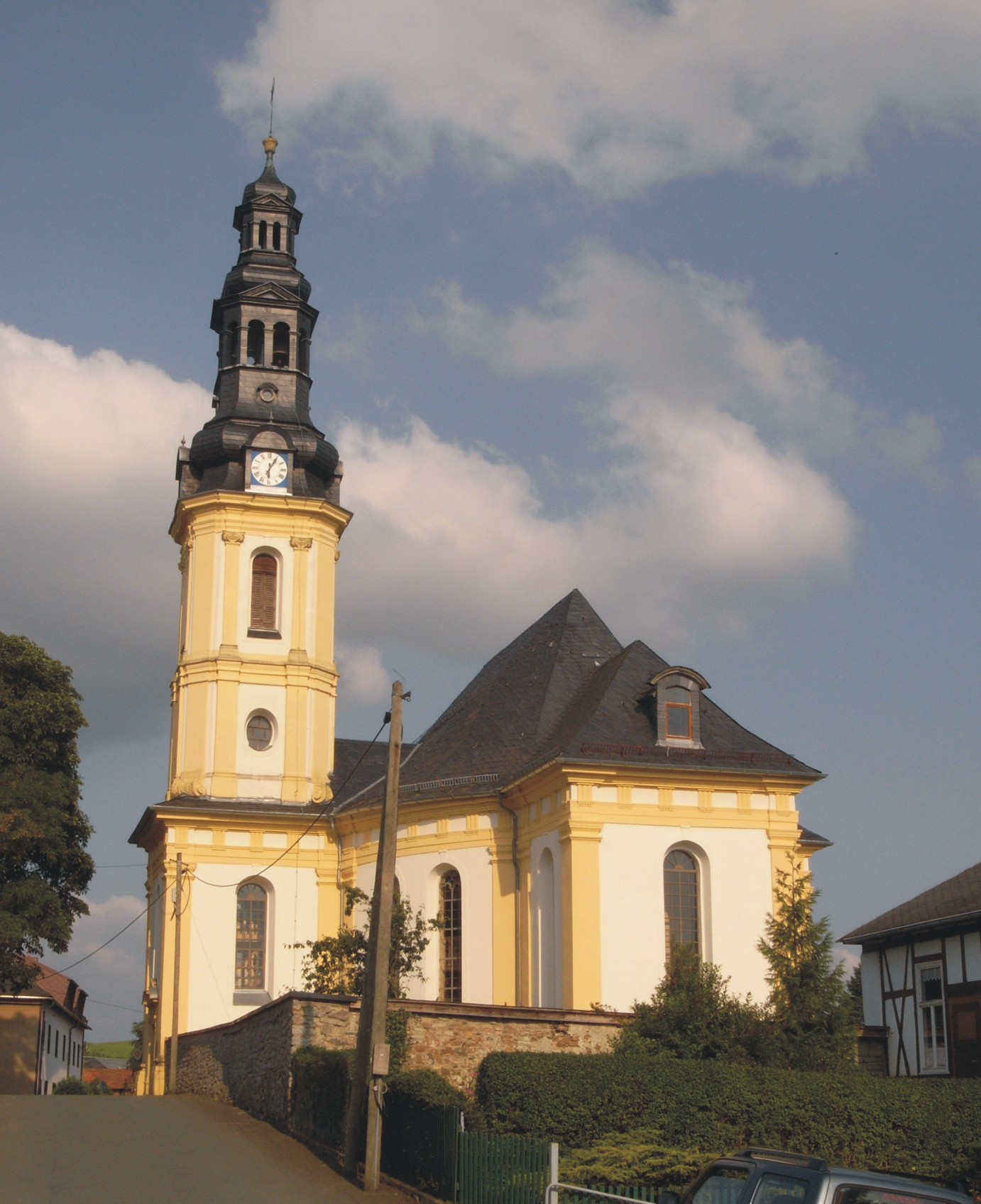
Barockkirche in Kirschkau

Durch das Gemeindegebiet führt die Bundesstraße 94. Sie verbindet Schleiz und Zeulenroda und die anliegenden Orte.

## Geologie
Geologisch liegt die Landschaft im Südostthüringer Schiefergebirge auf einem Plateau. Seine Böden haben einen hohen Feinerdeanteil und einen hohen Humusgehalt.

## Geschichte
Kirschkau wurde am 25. November 1335 erstmals urkundlich erwähnt. 1407 wurde für Kirschkau die Kirche Petrus und Paulus erwähnt. Diese Kirche wurde 1751 abgerissen und die heutige Jesuskirche an gleicher Stelle erbaut. Sie wurde als eine der besten Kirchenbauten im 18. Jahrhundert Thüringens bezeichnet.

### Einwohnerentwicklung
Entwicklung der Einwohnerzahl (jeweils 31. Dezember):
| - 1994: 254 - 1995: 261 - 1996: 258 - 1997: 264 - 1998: 258 - 1999: 254 | - 2000: 249 - 2001: 248 - 2002: 247 - 2003: 244 - 2004: 245 - 2005: 243 | - 2006: 238 - 2007: 236 - 2008: 238 - 2009: 242 - 2010: 241 - 2011: 242 | - 2012: 244 - 2013: 239 - 2014: 235 - 2015: 233 - 2016: 226 - 2017: 218 | - 2018: 212 - 2019: 208 - 2020: 200 - 2021: 200 - 2022: 194 |

 Datenquelle: Thüringer Landesamt für Statistik